# Den hårda skolan
Den hårda skolan (engelska: To Sir, with Love II) är en amerikansk TV-film från 1996 i regi av Peter Bogdanovich. Filmen är en uppföljare till den brittiska filmen De upproriska från 1967, med Sidney Poitier i huvudrollen, som repriserar sin roll som Mark Thackeray. Liksom den första filmen handlar även denna om sociala frågor i en innerstadsskola. Filmen sändes på ZTV år 2000.

## Handling
Efter trettio år som lärare i London flyttar Mark Thacheray hem till Chicago. Men istället för att dra sig tillbaka till en lugn tillvaro som pensionär antar han utmaningen att få ordning på ett antal problemelever i en innerstadsskola. 

## Rollista i urval
- Sidney Poitier – Mark Thackeray
- Christian Payton – Wilsie Carrouthers
- Dana Eskelson – Evie Hillis
- Fernando López – Danny Laredo
- Casey Lluberes – Rebecca Torrado
- Michael Gilio – Frankie Davanon
- LZ Granderson – Arch Carrouthers
- Bernadette L. Clarke – LaVerne Mariner
- Jamie Kolacki – Stan Cameli
- Saundra Santiago – Louisa Rodriguez
- Cheryl Lynn Bruce – Emily Taylor
- Daniel J. Travanti – Horace Weaver
- Lulu – Barbara Pegg
- Judy Geeson – Pamela Dare
- Kris Wolff – Billy Lopatynski
- Mel Jackson – Tommie Rahwn
- John Beasley – Greg Emory
- Antonia Bogdanovich – Lynn Guzman
- Jason Winer – Leo Radatz